# Самуїл Ґотліб Ґмелін
Самуель Ґотліб Ґмелін (нім. Samuel Gottlieb Gmelin; нар. 23 липня 1745 — 27 липня 1774) — учений, природознавець-мандрівник. Німець за походженням. Член Петербурзької АН (1767).

## Біографічні відомості
Народився в м. Тюбінген (Німеччина). Жив із 1767 року у Російській імперії, куди був запрошений як учений. У 1768–74 роках за дорученням академії здійснив подорож по Південній Росії, Україні та Кавказу, досліджував басейн Дону, пониззя Волги, узбережжя Каспійського моря, Кавказ і степову Україну. Матеріали узагальнив у 4-томнику «Подорож по Росії для дослідження трьох царств природи» (опубл. 1770–84 німецькою мовою; російський переклад 1771–85), який є цінним історико-географічним, економічним та етнографічним джерелом для вивчення згаданих територій. У ньому містяться також цікаві відомості про природу, даються описи тваринного світу. У 4-му томі, опублікованому 1784, вміщено щоденник останньої подорожі Ґмеліна та його біографія. На основі зібраного під час подорожі по Російській імперії лексичного матеріалу він склав «Російсько-турецько-персько-гилянський глосарій» (бл. 200 слів). Помер у Дагестані, на Північному Кавказі.